# Estranged
"Estranged" je pjesma američkog hard rock sastava Guns N' Roses s njihovog četvrtog studijskog albuma Use Your Illusion II.
"Estranged" je najduža pjesma na albumu Use Your Illusion II, i jedna od najdužih pjesama ovoga sastava uopće. Ima puno stihova, ali ne i stalnog refrena. Također ima mnogo kratkih solo dionica Slasha ali ne i nekog dugačkog solo dijela kao u pjesmi November Rain ili Sweet Child O' Mine. Na zahvalama albuma posebno se zahvaljuje Slashu na "Killer guitar melodies"  kojom je uhvatio viziju Axla Rosea. Slash je izjavio kako mu je snimanje njegovih solo dionica bilo jako izazovno; pjesmu je snimao koristeći Les Paul Gold Top.
Prema Slashovim izjavama pjesma je napisana dok je sastav imao probu za produženi koncert u Chicagu. Axl je otkrio da je napisao pjesmu tijekom, kako je rekao najdosadnijeg perioda u životu.

## Video spot
Spot za ovu pjesmu je treći i zadnji dio neslužbene trilogije video spotova (Prva dva dijela su "Don't Cry" i "November Rain") s dva Use Your Illusion albuma. Spotovi su snimani na zapanjujuće teatralan i filmski način. Snimanje spota kako za ovu, tako i za sve ostale pjesme iz trilogije bilo je jako skupo. Samo spot za ovu pjesmu otprilike je koštao 8.5 milijuna dolara.
Spot je sličan ostalim spotovima iz trilogije. Međutim radnja spota je puno drugačija od ostale dvije. To je uglavnom zbog toga što je Axl prekinuo s tadašnjom djevojkom Stephanie Seymour (Koja se pojavila u spotovima za pjesme "Don't Cry" i "November Rain") pred snimanje spota. Tako je u spotu bilo vidljivo razdvajanje kao tema.
Spot započinje progonjenjem Axla od strane policijskih specijalaca, dok se ovaj sakrio u napuštenu vili. Kasnije, u prisjećanju, vidi se Axl kako pakira stvari i odlazi iz te iste vile. Tijekom tog dijela, pokazuju se objašnjenja riječi Estranged iz riječnika, ukazujući tako na razdvajanje kroz koje Axl prolazi. Kasnije u zadnjem dijelu, Axl dolazi na napušten tanker, gdje dolazi do vrhunca radnje. Skače u vodu i pritom je očito da pokušava počiniti samoubojstvo, ali jato dupina ga spašava. Video je također poznat po nezaboravnom prizoru u kojem Slash stoji na vodi i svira gitarski solo. U videu se vide prizori s koncerta sastava dok sviraju istu pjesmu i prizori Rainbow kafića, koji se vidi i u spotu "November Rain".